# Bernard Sesé
Bernard Sesé, né le 27 avril 1929 à Neuilly-sur-Seine et mort le 6 novembre 2020 à Paris, est un universitaire, essayiste, traducteur et poète français, agrégé d’espagnol, et titulaire d'un doctorat d’État de psychologie clinique.

## Repères biographiques
En 1956, il est reçu premier à l'agrégation d'espagnol. De 1958 à 1964, il enseigne la littérature espagnole à l'université Mohammed-V de Rabat. Par la suite il enseigne à l'université Paris I Panthéon Sorbonne ainsi qu’à l’université de Nanterre. Il fonde la collection Ibériques chez Corti, et dirige la collection Biographies aux éditions Desclée de Brouwer. Il est êgalement membre correspondant de l'Académie royale espagnole. Il fait paraître les Écrits sur Thérèse d’Avila du grand poète espagnol Fray Luis de León aux Éditions Arfuyen.
Il fait partie du comité de rédaction de la revue Sigila depuis sa création en 1998.
Une grande part de son travail consiste en de multiples et importantes traductions d'ouvrages espagnols, le plus souvent en éditions bilingues, de grands mystiques comme Thérèse d’Avila à des poètes comme Antonio Machado ou Juan Ramón Jiménez, en passant par le théâtre de Pedro Calderón de la Barca. On lui doit aussi des traductions de textes en portugais de Fernando Pessoa.

## Distinctions honorifiques
- Chevalier de l'ordre des Palmes académiques
- Commandeur de l'ordre d'Isabelle la Catholique

## Ouvrages
- Antonio Machado. El hombre. El poeta. El pensedor, préface de Jorge Guillén, 2 volumes, Madrid, Gredos, 1980.
- Petite vie de Jean de la Croix, Paris, Desclée de Brouwer, 1990.
- Petite vie de Pierre Teilhard de Chardin, Paris, Desclée de Brouwer, 1996 ; réédition 2007.
- Petite vie d' Élisabeth de la Trinité, préface de Dominique Poirot, Paris, Desclée de Brouwer, 1992 ; réédition 2005.
- Petite vie de Saint Augustin, Paris, Desclée de Brouwer, 1992 ; réédition 2009.
- Petite vie d'Édith Stein, Paris, Desclée de Brouwer, 2003.
- Petite vie de Thérèse d'Avila, Paris, Desclée de Brouwer, 2004.
- Petite vie de Madame Acarie Bienheureuse Marie de l'Incarnation, Paris, Desclée de Brouwer, 2005.
- Petite vie de Catherine de Sienne, Paris, Desclée de Brouwer, 2005.
- Petite vie de François de Sales, Paris, Desclée de Brouwer, 2005.
- Petite vie de Blaise Pascal, préface de Marie-Odile Métral Stiker, Paris, Desclée de Brouwer, 2013.
- Vocabulaire de la langue espagnole classique : XVIe et XVIIe siècles, avec Marc Zuili, Paris, Armand Colin, 2005.
- Discipline de l'Arcane (poésie), préface de José Augusto Seabran, Paris, Éditions Arfuyen, 2004.
- Ivre de l'horizon (poésie), Édition Convivium/Lusophone, 2013.
- Par inadvertance (poésie), postface de Marie-Odile Métral-Stiker, Crux-la-Ville, Éditions La Tête à l'envers, 2013.
- L'Autre et la nuit (poésie), Crux-la-Ville, Éditions La Tête à l'envers, 2015.

## Traductions et collaborations
- Antonio Machado, Champs de Castille, précédé de Solitudes, Galeries et autres poèmes, et suivi de Poésies de la guerre, traduction par Sylvie Léger et Bernard Sesé, préface de Claude Esteban, Paris, Gallimard, collection Poésies, 1981.
- Fernando Pessoa, L'Heure du diable, édition bilingue, traduction par Maria Druais et Bernard Sesé, préface de José Augusto Seabra et postface de Teresa Rita Lopes, Paris, José Corti, 1989.
- Fernando Pessoa, Message, édition bilingue, traduction par Bernard Sesé, préface de José Augusto Seabra et bibliographie par José Blanco, Paris, José Corti, 1989.
- Jean de la Croix, Les Dits de lumière et d' amour, édition bilingue, traduction par Bernard Sesé, préface de Michel de Certeau et introduction de Jean Baruzi, Paris, José Corti, 1990.
- Juan Ramón Jiménez, Pierre et ciel, édition bilingue, préface et traduction par Bernard Sesé, Paris, José Corti, 1990.
- Pedro Calderón de la Barca, Le Prince Constant - El Príncipe Constante, édition bilingue, introduction et traduction par Bernard Sesé, Paris, Aubier, 1992.
- Pedro Calderón de la Barca, Le Magicien prodigieux -  El Mágico prodigioso, édition bilingue, présentation et traduction Bernard Sesé, Paris, Aubier, 1992.
- Jean de la Croix, Poésies complètes, édition bilingue, traduction et avant-propos par Bernard Sesé, préface de Pierre Emmanuel, postface de Jorge Guillén, Paris, José Corti, 1993.
- La Vie de Lazarillo de Tormès - La vida Lazarillo de Tormes, édition bilingue, introduction de Marcel Bataillon, traduction par Bernard Sesé, Paris, Garnier-Flammarion, 1993.
- Sainte Thérèse d'Avila, Œuvres complètes, traduction et présentation par Bernard Sesé, 2 tomes, Paris, Cerf, 1995.
- Juan Ramón Jiménez, Été - Estío, édition bilingue, préface et traduction par Bernard Sesé, Paris, José Corti, 1997.
- Pedro Calderón de la Barca, La Vie est un songe - La vida es sueño, édition bilingue, traduction par Bernard Sesé, Paris, Garnier-Flammarion, 1999.
- Fernando Pessoa, Le Marin, édition bilingue, traduction par Bernard Sesé, préface de José Augusto Seabra, Paris, José Corti, 1999.
- Juan Ramón Jiménez, Éternités, édition bilingue, préface et traduction par Bernard Sesé, Paris, José Corti, 2000.
- Juan Ramón Jiménez, Poésies en vers, édition bilingue, préface et traduction par Bernard Sesé, Paris, José Corti, 2002.
- Juan Ramón Jiménez, Beauté, édition bilingue, préface et traduction par Bernard Sesé, Paris, José Corti, 2005.
- Madame Acarie, Écrits spirituels, présentation par Bernard Sesé, Paris, Arfuyen, 2004.
- Ainsi parlait Thérèse d'Avila, édition bilingue, dits et maximes de vie choisis par Anne Pfister, traduction par Bernard Sesé, Paris, Arfuyen, 2015.

## Articles
- Poétique de l’extase selon sainte Thérèse d’Avila et saint Jean de la Croix[3].